# ツバメックス
株式会社ツバメックス（ツバメックス、TSUBAMEX Co., Ltd.）は、新潟県新潟市西蒲区に本社を置く自動車、建築資材、家電製品等のプレス金型、モールド金型の製造及び、金属部品のプレス加工、プラスチック成型品の製造などを行っている企業である。

## 概要
CATIAの初代バージョンをいち早く導入するなど、情報技術を進んで取り入れる企業として知られる。

## 沿革
- 1892年 (明治25年) 燕市で藤田製作所としてヤスリの製造を開始
- 1946年 (昭和21年) 藤田金属と改組、その一部門として金型製造と金属加工を開始
- 1961年 (昭和36年) 燕市で燕プレス工業株式会社として分離独立
- 1968年 (昭和43年) 自動車部品用金型の製造を開始
- 1974年 (昭和49年) 旧 中之口村（現 新潟市西蒲区）に大型プレス工場を新設（中之口工場）
- 1979年 (昭和54年) 中之口工場に金型部門を移設
- 1982年 (昭和57年) 業界初の3次元ＣＡＤ/ＣＡＭシステムを導入
- 1991年 (平成3年) 株式会社ツバメックスに社名変更
- 1999年 (平成11年) 新潟県経済振興賞受賞
- 2004年 (平成16年) 金属加工部でＪＩＳＱ9001:2000（ISO9001:2000）を取得
- 2014年 (平成26年) 本社所在地を新潟市西蒲区に変更、金型工場を増設
- 2015年 (平成27年) 金型部でＪＩＳＱ9001:2008（ISO9001:2008）を取得
- 2019年 (令和1年) サンスターグループに加入
- 2020年 (令和2年) 経産省「ものづくり白書」にDX事例掲載「ツバメックスものづくりシステム」
- 2020年 (令和2年) 全社でJISQ9001：2015（ISO9001：2015）を取得